# Karl-Dietrich Gundermann
Karl-Dietrich Gundermann (* 20. Februar 1922 in Breslau; † 16. Januar 1995 in Clausthal-Zellerfeld) war ein deutscher Chemiker.
Gundermann schloss in Berlin sein Studium der Chemie mit dem Diplom bei Hermann Leuchs ab und promovierte 1948 in Münster bei Fritz Micheel zum Dr. rer. nat. mit einer Arbeit zur Synthese von Thiolcarbonsäuren. 1964 wurde Gundermann zum Professor für Organische Chemie an der Technischen Universität Clausthal berufen und war dort Direktor des Instituts für Organische Chemie bis zu seiner Emeritierung 1988.
Seine Hauptlehr- und forschungsgebiete waren die Chemilumineszenz organischer Verbindungen, substituierte Acrylsäurederivate und Untersuchungen zur Struktur der Steinkohle.
Karl-Dietrich Gundermann war Rektor der TU Clausthal von 1974 bis 1976 und 1978 bis 1980.
Er war Ritter des Ritterordens vom Heiligen Grab zu Jerusalem, Mitglied der Braunschweigischen Wissenschaftlichen Gesellschaft und Ehrensenator der TU Clausthal.

## Werke (Auswahl)
- Karl-Dietrich Gundermann:  Chemilumineszenz organischer Verbindungen . Springer-Verlag, Berlin-Heidelberg-New York 1968
- K.-D. Gundermann, F. McCapra: Chemiluminescence in Organic Chemistry. Springer-Verlag, Berlin – Heidelberg – New York – London – Paris – Tokyo 1987, ISBN 3-540-17155-X